# 乌尔迪亚因
乌尔迪亚因（西班牙語：Urdiáin）是西班牙纳瓦拉的一个市镇。总面积15平方公里，总人口664人（2001年），人口密度44人/平方公里。